# Соломон, Шон
Шон Соломон (Sean Carl Solomon; род. 24 октября 1945, Лос-Анджелес) — американский геофизик, астрогеолог, специалист по сейсмологии, морской геофизике и геодинамике.
Директор Lamont–Doherty Earth Observatory и ассоциированный директор Института Земли Колумбийского университета, а также его профессор; прежде работал в Институте Карнеги и Массачусетском технологическом институте. Возглавлял миссию автоматической межпланетной станции «Мессенджер» НАСА на Меркурий.
Член Национальной АН США (2000) и её Совета.
Удостоен Национальной научной медали (2014) и других наград.
Окончил Калифорнийский технологический институт (бакалавр геофизики, 1966). Степень доктора философии по геофизике получил в Массачусетском технологическом институте в 1971 году, после чего преподавал там же в 1972—1992 годах. В 1992 году перешёл в Институт Карнеги.
Работает в Колумбийском университете с июля 2012 года как именной профессор (William B. Ransford Professor of Earth and Planetary Science), а также директор Lamont–Doherty Earth Observatory. Перед тем 19 лет являлся директором департамента Института Карнеги в Вашингтоне.
В 1996—1998 годах президент Американского геофизического союза. С 1998 по 2008 год входил в исполнительный совет NASA Astrobiology Institute. С 2004 по 2012 год член внешнего консультативного совета Института Земли.
Член Американской академии искусств и наук (1995).
Отмечен G. K. Gilbert Award Геологического общества Америки (1999), Arthur L. Day Prize and Lectureship НАН США (1999), Harry H. Hess Medal Американского геофизического союза (2005), а также Space Pioneer Award от National Space Society (2014). В 2011 году в его честь был назван астероид 25137 Seansolomon.